# Острови (Лодзинське воєводство)
Острови (пол. Ostrowy) — село в Польщі, у гміні Нові Острови Кутновського повіту Лодзинського воєводства.
Населення — 1036 осіб (2011).
У 1975-1998 роках село належало до Плоцького воєводства.

## Демографія
Демографічна структура станом на 31 березня 2011 року:
|          | Загалом | Допрацездатний вік | Працездатний вік | Постпрацездатний вік |
| -------- | ------- | ------------------ | ---------------- | -------------------- |
| Чоловіки | 489     | 92                 | 348              | 49                   |
| Жінки    | 547     | 112                | 320              | 115                  |
| Разом    | 1036    | 204                | 668              | 164                  |